# 須藤沙織
須藤 沙織（すどう さおり、5月8日 - ）は、日本の女性声優。アーツビジョン所属。北海道出身。

## 来歴
日本ナレーション演技研究所卒業。

## 人物
方言は北海道弁。
趣味は演技鑑賞とバレエ、特技は歌と眼力と星座を探すこと。

## 出演
太字はメインキャラクター。

### テレビアニメ
2011年
- 君と僕。（2011年 - 2012年、漫画研究部の女子部員、友人、さっちゃん） - 2シリーズ

2012年
- エリアの騎士（群咲舞衣）
- クレヨンしんちゃん（2012年 - 2024年、女の子、ハル、看護師A、凄井卵出子、ナンシー 他）
- 黒魔女さんが通る!!（藍川結実）
- ドラえもん（テレビ朝日版第2期）（2012年 - 2019年、女性記者、ルーカ、クラスメイトC、女性リポーター、娘）
- はぐれ勇者の鬼畜美学（アナウンス）

2013年
- THE UNLIMITED 兵部京介（観光客）
- 幕末義人伝 浪漫（万八万奏）
- バクマン。3（有島秋）

2015年
- 怪盗ジョーカー シーズン2（ユイ）

2019年
- 忍たま乱太郎（2019年 - 2022年、豆腐屋さんの妻、赤ちゃん）

2020年
- マギアレコード 魔法少女まどか☆マギカ外伝（モデルの少女）

2022年
- ニンジャラ（イライザ）

2023年
- ふしぎ駄菓子屋 銭天堂（魚津藍音）

### 劇場アニメ
- 豆富小僧（2011年、鳴屋1）
- コードギアス 反逆のルルーシュ II・III（2018年、天子[3]） - 2作品
- クレヨンしんちゃん 謎メキ!花の天カス学園（2021年、応援女子生徒）
- クレヨンしんちゃん もののけニンジャ珍風伝（2022年、農家の娘）
- 名探偵コナン 100万ドルの五稜星（2024年、看護師）
- クレヨンしんちゃん オラたちの恐竜日記（2024年）
- クレヨンしんちゃん 超華麗!灼熱のカスカベダンサーズ（2025年）

### OVA
- パチュリーが爆発する（2011年、レミリア・スカーレット）
- 乙女なでしこ恋手帖（2012年、乙部蘭子）

### Webアニメ
- アニメで分かる心療内科（2015年、娘、女B、女子高生、妻、女、須藤一樹、女A、女性客、ナース）

### ゲーム
2012年
- ホリキング（ポーラ）
- 闇からのいざない TENEBRAE I（MARIA）

2013年
- とある魔術と科学の群奏活劇

2014年
- ウチの姫さまがいちばんカワイイ（家教姫 リベッタ・レッスン）
- マジカ★マジカ（若色薙）

2015年
- 戦国闘檄〜バーニングスピリッツ〜（美恋、猫御前）
- 封印勇者！マイン島と空の迷宮（カグヤ、アベニール、シャイニー）

2016年
- 姫王と最後の騎士団（ココ）
- 千葉千秋とたべるだけ（千葉千秋）
- フィギュアヘッズ （千弦）

2017年
- シノビナイトメア（翼励旋姫ルリ）

2018年
- LOST TRIGGER（トレイシー）

2022年
- コードギアス Genesic Re;CODE（2022年 - 2023年、天子）
- コードギアス 反逆のルルーシュ ロストストーリーズ（2022年 - 2023年、天子〈蒋麗華〉）

### ドラマCD
- 悪いコでもイイ?（幼少時の永久）
- クインテット!（相笠十兵衛）
- 月刊少女野崎くん（ギャルゲーキャラ・さゆり）
- TVアニメーション「ぬらりひょんの孫」音盤劇話抄（山地乳）
- COLD LIGHT（真帆）

### オーディオドラマ
- 中田ステーションセブン（2018年[12]、青木裕美[13]）
- クレシェンド（2019年[14]、マイカ[15]）

### 吹き替え

#### テレビドラマ
- グッド・ワイフ3 ※第20話

#### アニメ
- 怪奇ゾーン グラビティフォールズ（パシフィカ・ノースウェスト）
- きんきゅうしゅつどう隊 OSO
- テコンV（チョル少年）
- ドックはおもちゃドクター

### ラジオ
- あずべあ!!（2015年3月3日 / 第47回） - ゲスト

### ナレーション
- 川崎の食育（ナレーション）

### テレビドラマ
- 連続テレビ小説 なつぞら（2019年7月20日、NHK） - グレーテル 役[16]

### 舞台
- 恋のあるある爆笑バレンタイン（2016年2月4日 - 7日 / 表参道GROUND）

### その他コンテンツ
- Rの法則（2012年5月23日、NHK Eテレ） - ゲスト
- Mine秋吉台ジオパーク構想ジオアニメ「秋吉台3億5000万年の旅」（ミネコ）
- かわさきマチ（専修大学の川崎市マスコットキャラクター企画）
- 湘南台文化センター 子ども館宇宙劇場「地球防衛ファイル 太陽〜スーパーフレアは起こるか〜」（あかね）

## ディスコグラフィ

### キャラクターソング
| 発売日  | 商品名                                        | 歌                                                   | 楽曲                                                  | 備考                             |
| 2018年  | 2018年                                        | 2018年                                               | 2018年                                                | 2018年                           |
| ------- | --------------------------------------------- | ---------------------------------------------------- | ----------------------------------------------------- | -------------------------------- |
| 3月28日 | フィギュアヘッズ オリジナル・サウンドトラック | サリーナ（巽悠衣子）、千弦（須藤沙織）、栞音（Lynn） | 「(ココロないボクらの…)アンダーグラウンド・フェスタ」 | ゲーム『フィギュアヘッズ』関連曲 |